# Великі маневри
«Великі маневри» (фр. Les Grandes Manœuvres) — французький фільм-мелодрама 1955 року режисера Рене Клера з Жераром Філіпом і Мішель Морган у головних ролях.

## Сюжет
Прованс, 1913 рік, початок війни. Арман де ля Верн, привабливий лейтенант і відомий ловелас, укладає зі своїми друзями-солдатами парі — він повинен до початку маневрів спокусити неприступну дівчину, модистку Марі-Луїзу Рів'єр. Однак надалі сам закохується в дівчину.

## У ролях
1. Жерар Філіп — Арман де ла Верн
2. Мішель Морган — Марі-Луїза Рів'єр
3. Жан Десаї — Віктор Дюверже
4. П'єр Ду — полковник
5. Жак Франсуа — Родольф Шартьє
6. Ів Робер — лейтенант Фелікс Леруа
7. Брижіт Бардо — Люсі, донька фотографа
8. Ліз Делямар — Жульєт Дюверже
9. Жаклін Меян — Жанна Дюверже
10. Магалі Ноель — співачка Тереза

## Нагороди
- 1955 — Приз Луї Деллюка на найкращий фільм.
- 1956 — Приз Французького синдикату кінокритиків за найкращий французький фільм